# مات كيش
مات كيش (بالإنجليزية: Matt Kish)‏ هو فنان أمريكي، ولد في 4 يونيو 1969 في أوبرلين في الولايات المتحدة.

## وصلات خارجية
- الموقع الرسمي